# Buurtbemiddeling
Buurtbemiddeling is een methode, die in het Nederlandse opbouwwerk gehanteerd wordt om de leefbaarheid in de buurt te vergroten.
Bij buurtbemiddeling worden de problemen tussen buurtbewoners aangepakt door middel van inschakeling van vrijwilligers in de buurt, die vooraf getraind zijn in conflictbemiddeling. In veel gevallen van burenoverlast gaat het daarbij om problemen, die veroorzaakt worden door als hinderlijk ervaren gedrag van buurtgenoten. Buurtbemiddeling wordt niet toegepast als er lichamelijk geweld is gebruikt of wanneer een partij niet aanspreekbaar is. In die gevallen wordt hetzij de politie, hetzij de geestelijke gezondheidszorg ingeschakeld. Als voordeel van buurtbemiddeling wordt gezien, dat problemen tussen buren minder snel escaleren. Na een experimentele start in enkele Nederlandse gemeenten wordt deze methode nu verspreid over het hele land toegepast.
Het initiatief voor buurtbemiddeling wordt genomen door gemeente, politie, woningcorporatie, welzijnsorganisatie en of het Openbaar Ministerie.
Naast het beroep van buurtbemiddelaar zijn er in sommige Nederlandse gemeenten ook vrijwillige buurtbemiddelaars.